# 北村駅
北村駅（きたむらえき）はかつて福井県武生市（現・越前市）北町にあった福井鉄道南越線の駅（廃駅）である。

## 歴史
- 1914年（大正3年）3月11日 - 武岡軽便鉄道の駅として開業[1]。
- 1918年（大正7年）3月19日：武岡鉄道に社名変更[2]。
- 1924年（大正13年）3月7日：今立鉄道（未開業）と合併し、南越鉄道となる。
- 1941年（昭和16年）7月2日：福武電気鉄道に合併、同社の南越線の駅となる。
- 1945年（昭和20年）8月1日：鯖浦電気鉄道が合併して福井鉄道となり、当駅は同社南越線の駅となる。
- 1970年（昭和45年）月日不詳：交換設備が撤去される。[3]
- 1981年（昭和56年）4月1日：社武生 - 粟田部間の廃止により廃駅となる。

## 駅構造
相対式ホーム2面2線を有する駅で、貨物駅を兼ねていた。晩年は駅舎側のホームのみを使用していた。貨物としては米、縄などの需要があった。塚町方に農協倉庫への貨物用の引込線が分岐していた。
駅構内に県道が通り、駅員が遮断機を手動で上げ下げする第二種踏切があった。

## 駅跡
駅の名をとどめるものは残っていない。跡地より五分市方の路盤跡は電田ひろば（公園）に整備され、記念案内板が設置されている。五分市方の浅水川（あそうずがわ）に浅水川鉄橋（2代目）が残る。

## 隣の駅
福井鉄道
南越線（廃止）
塚町駅 - 北村駅 - 五分市駅